# المديرية العامة للأمن الداخلي (فرنسا)
المديرية العامة للأمن الداخلي (DGSI) هي وكالة أمنية فرنسية. وهي مكلفة بمكافحة التجسس ومكافحة الإرهاب ومكافحة الجريمة السيبرانية ومراقبة الجماعات والمنظمات والظواهر الاجتماعية التي قد تكون مهددة لأمن البلاد.
تم إنشاء الوكالة في عام 2008 تحت اسم المديرية المركزية للاستخبارات الداخلية ، (DCRI)، دمج المديرية المركزية للمعلومات العامة (RG) والمديرية المراقبة الأرضية (DST) للشرطة الوطنية الفرنسية. اكتسبت اسمها الحالي في عام 2014، مع تحول هيكلي صغير: على عكس المديرية المركزية للاستخبارات الداخلية التي كانت جزءًا من الشرطة الوطنية، وتقدم تقاريرها مباشرة إلى وزارة الداخلية.
ويترأسها المدير العام باتريك كالفار. تُعرف الوكالة بشكل غير رسمي باسم " RG "، وهو لقب كان يستخدم سابقًا في «المديرية المركزية للمعلومات العامة» التي اندمجت فيه.

## روابط خارجية
- الإعلان الرسمي عن انطلاق الوكالة على موقع وزارة الداخلية الفرنسية.
- التغطية الإخبارية على Intelligence Online